# NGC 6788
NGC 6788 (другие обозначения — PGC 63214, ESO 184-67, AM 1922-550, IRAS19227-5503) — галактика в созвездии Телескоп.
Этот объект входит в число перечисленных в оригинальной редакции «Нового общего каталога».